# Kabaret Tey
Kabaret TEY – polski kabaret działający w latach 70. i 80. XX  wieku. Jego założycielami byli Zenon Laskowik, Krzysztof Jaślar oraz Aleksander Gołębiowski. Niektórymi z popularniejszych członków byli Bohdan Smoleń, Rudi Schuberth oraz Janusz Rewiński. Kabaret zakończył swoją działalność w 1990.

## Historia
Założony w połowie lat 60. na Wyższej Szkole Wychowania Fizycznego w Poznaniu pod nazwą Klops, w 1970 roku przekształcony został w kabaret zawodowy Tey. Pierwszy występ odbył się 17 września 1971 roku w sali przy ulicy Masztalarskiej w Poznaniu. Potem ekipa występowała przejściowo w budynku komendy hufca ZHP Jeżyce na Boninie (1976), by w końcu otrzymać (dzięki wstawiennictwu prezydenta Andrzeja Wituskiego) 150-osobową salę w kamienicy na rogu Starego Rynku i ul. Woźnej (Woźna 44), w której poprzednio funkcjonował klub seniora. 17 września, corocznie, fani kabaretu zapalają tu świeczki upamiętniające inaugurację jego działalności (zbieżność daty powstania kabaretu z agresją ZSRR na Polskę w 1939 nie została zauważona przez cenzurę PRL).
Kabaret TEY wziął swoją nazwę z gwary poznańskiej, w której zaimek „ty” wymawiany jest jako „tej”. Aby nadać kabaretowi bardziej zachodnie brzmienie, Zenon Laskowik postanowił zamienić literę „j” na literę „y”.
Sławę kabaretowi przyniosła opolska „Złota Szpilka” przyznana w 1973 r. oraz nagroda Festiwalu Piosenki Polskiej w Opolu w kategorii najlepszego kabaretu. W ramach festiwalu opolskiego odbył się wówczas pojedynek kabaretów, w wyniku którego Tey pokonał Salon Niezależnych, Pod Egidą oraz Elitę.
W 1974 roku z grupy odszedł jeden z założycieli, Krzysztof Jaślar, którego twórczość została objęta w PRL całkowitą cenzurą. Tomasz Strzyżewski w swojej książce o peerelowskiej cenzurze publikuje notkę informacyjną nr 16/74 Głównego Urzędu Kontroli Prasy, Publikacji i Widowisk z wytycznymi dla cenzorów: „Ze względu na szkodliwość polityczną utworów Krzysztofa Jaślara (jednego z autorów poznańskiego kabaretu „Tey”) nie należy dopuszczać do żadnych publikacji tego autora”.
W 1978 roku do kabaretu dołączył Bohdan Smoleń, który zastąpił Janusza Rewińskiego. W tym samym roku Krzysztof Jaślar i Zenon Laskowik spotkali się ponownie, aby współtworzyć takie programy, jak: Narodziny gwiazdy – 1977, Śpiew, balet, piosenka – 1978, S tyłu sklepu – 1980 i Na granicy – 1980 i 1981.
W 1984 roku, po zakończeniu w Polsce stanu wojennego, kabaret zmienił nazwę na Teyatr, a jego popularność zaczęła wygasać. W 1988 odbył się ostatni występ dla Polonii w USA i Kanadzie. W 1989 roku kabaret w pełnym sześcioosobowym składzie wystąpił w Teatrze Wielkim w Poznaniu z programem "Najlepiej nam było przed wojną". Członkowie kabaretu zaprezentowali wtedy nowe wersje starych skeczy (np. „Pani Pelagia”, „Maluch”). Ostatni wspólny występ odbył się w Częstochowie w 1990 roku.

## Najsłynniejsze utwory
| - „Mamuśka” - „Pani Pelagia” i „Pani Pelagia '89” - „Egipskie ciemności” - „Wizyta w raju” - „Bieda” - „Lekcja geografii” - „Maluch” i „Maluch bis” - „Traktor” - „Święty Mikołaj” - „Jak wyjść z kryzysu – SRU” | - „Monika” (Laskowik) - „Wielcy artyści” (Laskowik, Jaślar i Gołębiowski) - „Góralka” (Laskowik) - „Nasze dzieci” (Laskowik) - „Smutasy, mazgaje” (Smoleń) - „Dla kogo pani tak się dziś wystroiła?” (Laskowik) - „Najlepiej nam było przed wojną” (wszyscy) - „Aria z kaszlem” (Smoleń) - „Pieśń partyzantów kombatantów” (Laskowik i Jaślar) - „Co to będzie, kiedy zgaśnie nasze słonko?” (Laskowik, Smoleń i Schuberth) - „Jadą szkoły” (Laskowik) - „Oj-czy-zna, oj-czy-wie” (wszyscy) - „Szklarnia” (Schuberth) |

## Skład

### Artyści
- Zenon Laskowik
- Krzysztof Jaślar
- Aleksander Gołębiowski
- Janusz Rewiński
- Bohdan Smoleń
- Rudi Schuberth
- Zbigniew Górny
- Tadeusz Osipowicz

### Członkowie
- Krystyna Tkacz
- Grzegorz Warchoł
- Zbigniew Wodecki
- Barbara Gołaska
- Jerzy Garniewicz
- Wojciech Michalski
- Ryszard Rynkowski
- Jerzy Banaś
- Grażyna Łobaszewska
- Małgorzata Ostrowska
- Józef Zembrzuski
- Marian Pogasz
- Michał Grudziński
- Piotr Sowiński
- Tadeusz Wojtych
- Małgorzata Bratek
- Jacek Różański
- Jacek Baszkiewicz
- Andrzej Czerski
- Jan Kaczmarek
- Andrzej Zaorski
- Hanna Banaszak
- Witold Paszt
- Aleksandra Jursza
- Krzysztof Deszczyński
- Krzesimir Dębski

## Dyskografia
- Przeboje Kabaretu „Tey”, Czyli Najlepiej Nam Było Przed Wojną (1989)[6]
- 1971–1980 (2003)[7] – złota płyta[8]
- Ciąg dalszy (2004)[9]